# Waldbad Birkerteich
Das Waldbad Birkerteich ist ein am 30. Juni 1952 eröffnetes Freibad in der niedersächsischen Kreisstadt Helmstedt in Deutschland. Es liegt mitten im Höhenzug Lappwald.

## Anlage und Nutzung
Das Freibad-Gelände hat eine Gesamtfläche von 27.500 m². Es gibt drei Becken. Das Schwimmerbecken, welches aus acht jeweils 50 m langen Schwimmbahnen besteht, hat eine Größe von 21 × 50 m. Am Ende des Schwimmerbeckens befindet sich, durch eine Starterbrücke abgegrenzt, das Sprungbecken mit einer Größe von 18 × 21 m und einem einzigartigen Sprungturm. Er hat zwei Drei-Meter-Sprungbretter, eine Fünf-Meter- sowie eine Zehn-Meter-Sprungplattform. Neben dem Turm steht auf jeder Seite ein Ein-Meter-Sprungbrett. Das Nichtschwimmerbecken hat eine unregelmäßig geschweifte Form und eine Wasserrutsche. Die Gesamtwasserfläche des Waldbad Birkerteich beträgt 2.200 m², das Wasservolumen 4.250 m³.

## Kulturdenkmal
Auf Grund seiner Gesamtkonzeption und dem nur noch selten anzutreffenden Erhaltungszustandes des Bades ist die gesamte Anlage mit den Wasserbecken und dem Sprungturm, dem Umkleidebereich, der Liegewiese mit dem Baumbestand sowie der Sonnenwiese 1999 vom Land Niedersachsen in das Verzeichnis der Kulturdenkmale (Baudenkmale) aufgenommen worden. Es wird auch für Freizeit- und Sport-Veranstaltungen genutzt.

## Förderverein
Im Jahr 2000 beschloss der Rat der Stadt Helmstedt wegen der hohen Unterhaltungskosten die Schließung des Bades. Eine Interessengemeinschaft sammelte jedoch etwa 10.000 Unterschriften gegen diese Schließung. 2001 gründete sich ein Förderverein, der das Bad seitdem finanziell unterstützt. Insgesamt 900.000 € investierte die Stadt Helmstedt selbst in die Sanierung des Bades. Vom Förderverein wurden zusätzlich etwa 100.000 € aus Mitgliedsbeiträgen und Spenden zur Verfügung gestellt.